# Рід Мелоун
Рід Мелоун (англ. Reed Malone, 3 квітня 1995) — американський плавець.
Призер Чемпіонату світу з водних видів спорту 2015 року.
Переможець літньої Універсіади 2015 року.